# Banda da Armada Portuguesa

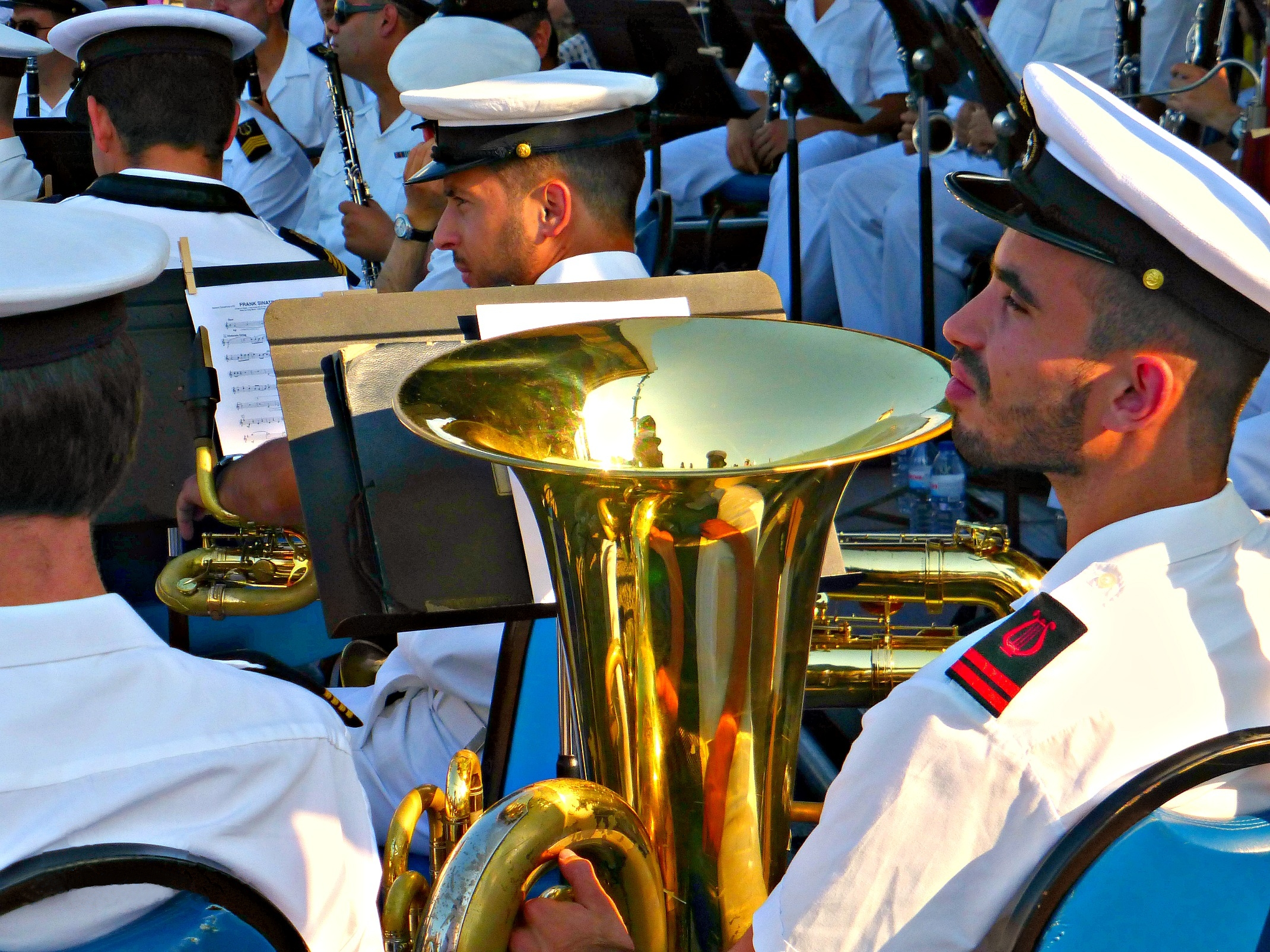
Banda da Armada

Die Banda da Armada Portuguesa ist das Militärmusikorchester der portugiesischen Marine.

## Geschichte
Bereits in den Aufzeichnungen von Vasco da Gamas Seefahrten Ende des 15. Jahrhunderts wird eine Musik-Formation der Seestreitkräfte erwähnt. Eine reguläre „Musikgruppe“ oder „Musikerzug“ in der königlichen Marine („Armada Real“) ist seit 1740 dokumentiert, damals Charamela (von „Charamel“, deutsch Schalmei) genannt. Eine Gravur von 1793, ursprünglich aus der alten Bibliothek des Kriegsministeriums, zeigt die Charanga do 1° Regimento da Armada Real, das Fanfare-Orchester des 1. Regiments der Königlichen Marine. Das Bild zeigt neun Musiker, die auf Holzblasinstrumenten mit Rohrblättern, auf Blechblasinstrumenten und auf Schlagwerk spielen.
Die Banda da Armada Portuguesa begleitete den portugiesischen Hof 1807 bei seiner Übersiedlung nach Rio de Janeiro, auf der Flucht vor der napoleonischen Invasion. Seit 1821 zurück in Portugal, setzte sich die Einheit im Jahr 1840 aus 20 Musikern zusammen.
Beim Besuch des britischen Königs Eduard VII. 1903 in Portugal begleitete ihn auch eine Gruppe Techniker der The Gramophone and Typewriter Ltd. of London. Am 3. April 1903, einen Tag nach der Ankunft, machten sie ihre ersten Aufnahmen außerhalb des Vereinigten Königreichs. Es waren 26 Stücke, die sie im Quartel de Marinheiros de Alcântara (Marinekaserne Alcântara im Lissaboner Hafen) von der Banda da Armada Portuguesa aufnahmen, darunter zwei aus der Feder des Leiters A.M. Chéu. Die Aufnahmen wurden im Anschluss nach Hannover geschickt, dort gepresst, und etwas später kamen Schallplatten von mindestens 9 der 26 Aufnahmen in den Handel in Portugal, allen voran die Cantos Portuguezes No.2, die somit als erste portugiesische Schallplatte gilt. Sie war in portugiesischem Privatbesitz und wurde 2009 der Banda da Armada Portuguesa übergeben. Die anderen 25 Erstexemplare der Aufnahmen befinden sich im Londoner Archiv der EMI.
1922 kehrte die Banda da Armada Portuguesa nach Rio zurück, wo sie in Begleitung des portugiesischen Staatspräsidenten António José de Almeida an den Feierlichkeiten zum 100. Unabhängigkeitstag Brasiliens teilnahm.
Die Banda da Armada Portuguesa trat seither immer wieder bei internationalen Festivals auf, etwa dem internationalen Militärkapellen-Festival in Paris 1982, dem XI. Militärkapellen-Festival in Portugal 1988, dem V. internationalen Militärmusik-Festival in Châteaudun 1992 oder dem XII. internationalen Festival von Norfolk 1994 in den USA. Unter der Leitung von Fregattenkapitän Carlos da Silva Ribeiro gastierte sie bei der 44. Musikschau der Nationen 2008 in Bremen.

## Struktur
Die Banda da Armada Portuguesa ist der Kulturabteilung der Marine zugeordnet, der Comissão Cultural da Marinha (CCM), ebenso wie z. B. die zentrale Marine-Bibliothek oder das Marinemuseum Museu de Marinha. Die CCM untersteht direkt dem Generalstabschef der Seestreitkräfte.
2009 bestand die Marinekapelle aus 107 Musikern.

## Leitung
Bis zum Ende des 19. Jahrhunderts wurde die Leitung meist von ausländischen Dirigenten übernommen, namentlich zwei Italienern (Caetano Tozzi, Pascoal Corvalini), einem Deutschen (Mark Holzel) und einem Belgier (Artur Reinhardt). Der erste portugiesische Leiter der Banda da Armada war António Maria Chéu 1898, seither hatten Portugiesen die Führung inne: José de Oliveira Brito (Leutnant zur See, 1912–1920), Artur Fernandes Fão (Kapitänleutnant, 1920–1955), Marcos Romão Reis Júnior (Fregattenkapitän, 1956–1975), Manuel Maria Baltazar (Kapitänleutnant, 1976–1987), José Joaquim de Araújo Pereira (Fregattenkapitän, 1987–2005), Carlos da Silva Ribeiro (Fregattenkapitän, 2005–2010), und Délio Gonçalves (Leutnant zur See, seit 2010).

## Diskografie
- 1903: Cantos Populares Portuguezes No.2 (Schellack)
- 1966: Marchas Militares (LP)
- 1972: Banda da Armada Portuguesa (LP)
- 1974: Grândola, Vila Morena (LP)
- 1983: Cantando o Mar (LP)
- 1990: Anos 90 (LP)
- 1990: Caravela Boa Esperança (Compact Cassette)
- 1993: Marinha (Compact Cassette)
- 1998: Banda da Armada Portuguesa (CD)
- 2002: Banda da Armada Portuguesa (CD)
- 2003: Antologia do Centenário (Jubiläumszusammenstellung, CD)